# Yam Roll
Yam Roll, dont le titre complet est The Very Good Adventures of Yam Roll in Happy Kingdom, est une série télévisée d'animation canadienne créée par Jon Izen, Jono Howard et Dan Sioui pour March Entertainment, une société de Sudbury en Ontario. Sa diffusion a débuté sur CBC au Canada le 6 février 2006. Ses épisodes sont divisés en épisodes de 11 minutes et en segments courts de 3 minutes. 39 épisodes ont été produits.